# Оболенский, Василий Петрович
Князь Васи́лий Петро́вич Оболе́нский (1780—1834) — генерал-майор русской армии в эпоху наполеоновских войн, из рода Оболенских.

## Биография
Родился в многодетной семье князя Петра Александровича Оболенского (1742—1822) и княжны Екатерины Андреевны Вяземской (1741—1811), родной тётки князя А. И. Вяземского. Брат Александр — сенатор, калужский губернатор.

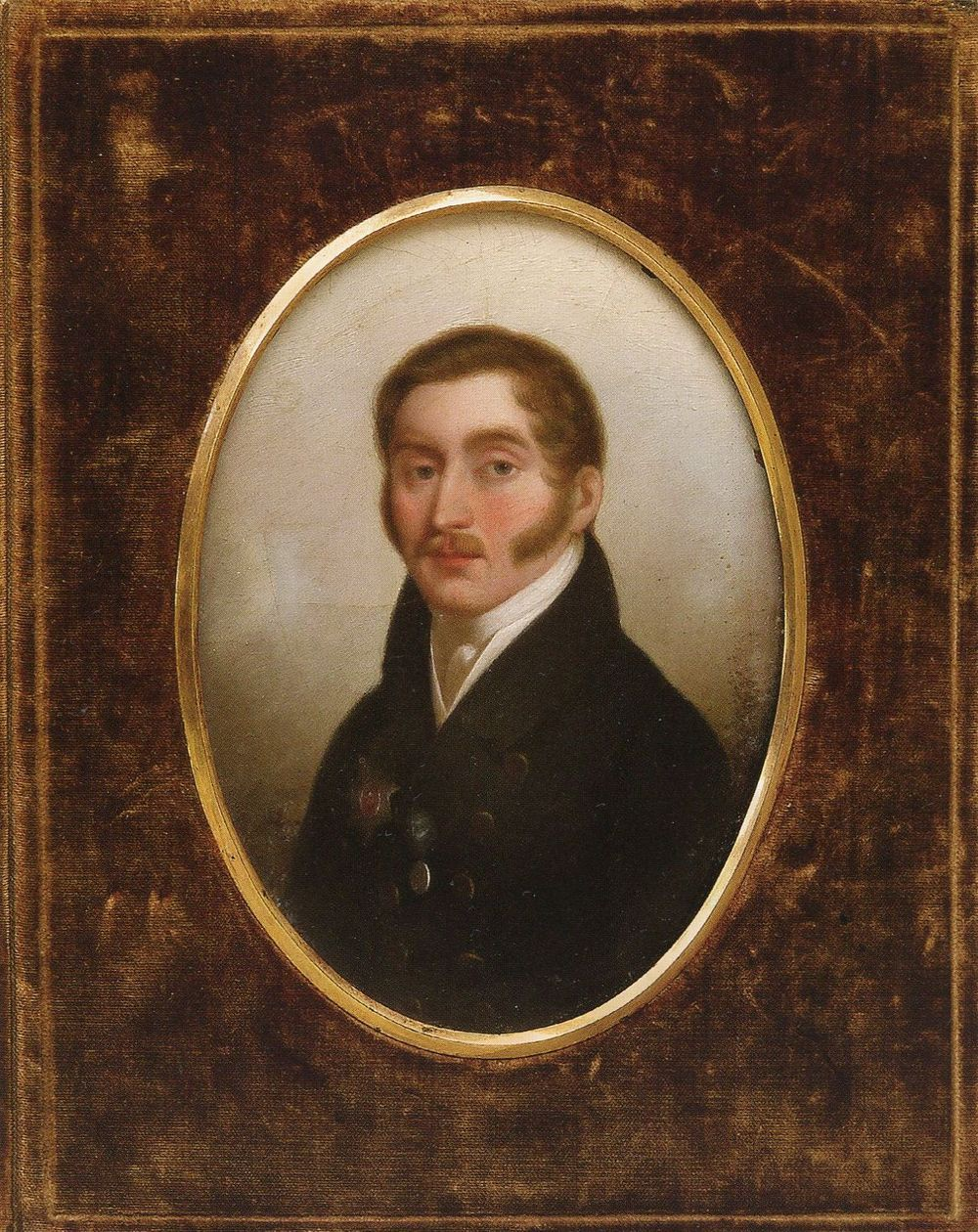
Василия Петровича Оболенского. 1830-е.

Уже в 3-летнем возрасте Василий Оболенский был в 1783 году записан в военную службу — в Нарвский пехотный полк в звании сержанта . 25 июня 1785 года получил звание прапорщика, 4 июля — подпоручика; 12 августа произведён в капитаны. В 1792 году вышел в отставку в чине майора, на деле так и не приступив к действительной службе.
В 1801 году, однако, был вновь записан на службу — уже на действительную, в Олонецкий мушкетёрский полк. В 1805 и 1806—1807 годах участвовал в войне с французами, получив за кампании против них несколько орденов. 14 октября 1811 года, находясь в то время в составе лейб-гвардейского Уланского полка, получил звание полковника и должность адъютанта у принца Георгия Гольштейн-Ольденбургского.
5 июня 1812 года Оболенский начал формирование регулярных казачьих полков на территории современной Украины. 7 июня 1812 года он лично возглавил 3-й Украинский казачий полк. В сентябре того же года предпринял рейд в герцогство Варшавское, командуя одним из летучих отрядов партизан.
3 сентября 1813 года был назначен флигель-адъютантом, а 24 февраля 1813 года — должность шефа 3-го Украинского полка, во главе которого, находясь в составе войск под командованием Блюхера, воевал против французов, в частности при Кацбахе. Принимал участие в битве под Калишем, в рейде летучего отряда отряда генерала Сергея Ланского на территорию Вестфальского королевства, позже в сражении под Люценом, в котором командовал тремя конными полками, под Бауценом, Рейхенбахом, Герлицем, а также в арьергардных боях. 28 сентября 1813 года получил звание генерал-майора. За отличие в битве при Гольдберге прусский король Фридрих Вильгельм III утвердил награждение Оболенского орденом «За заслуги».
За храбрость, проявленную в бою при Люцене, был представлен к ордену Святого Георгия 4-го класса, но в итоге получил его позже за выслугу лет, так как награда за храбрость не была утверждена кавалерской думой. За участие в так называемой Битве народов получил орден Святой Анны 1-й степени. В 1814 году принимал участие в осаде Майнца и ряде других сражений. 1 сентября 1814 года получил должность командира 2-й бригады Украинской казачьей регулярной дивизии. С 26 октября 1816 года служил на должности дежурного генерала 2-й армии.
По состоянию здоровья 19 января 1822 года вышел в отставку «с мундиром» и через 12 лет умер. Могила в Новодевичьем монастыре утрачена в советские годы.

## Семья

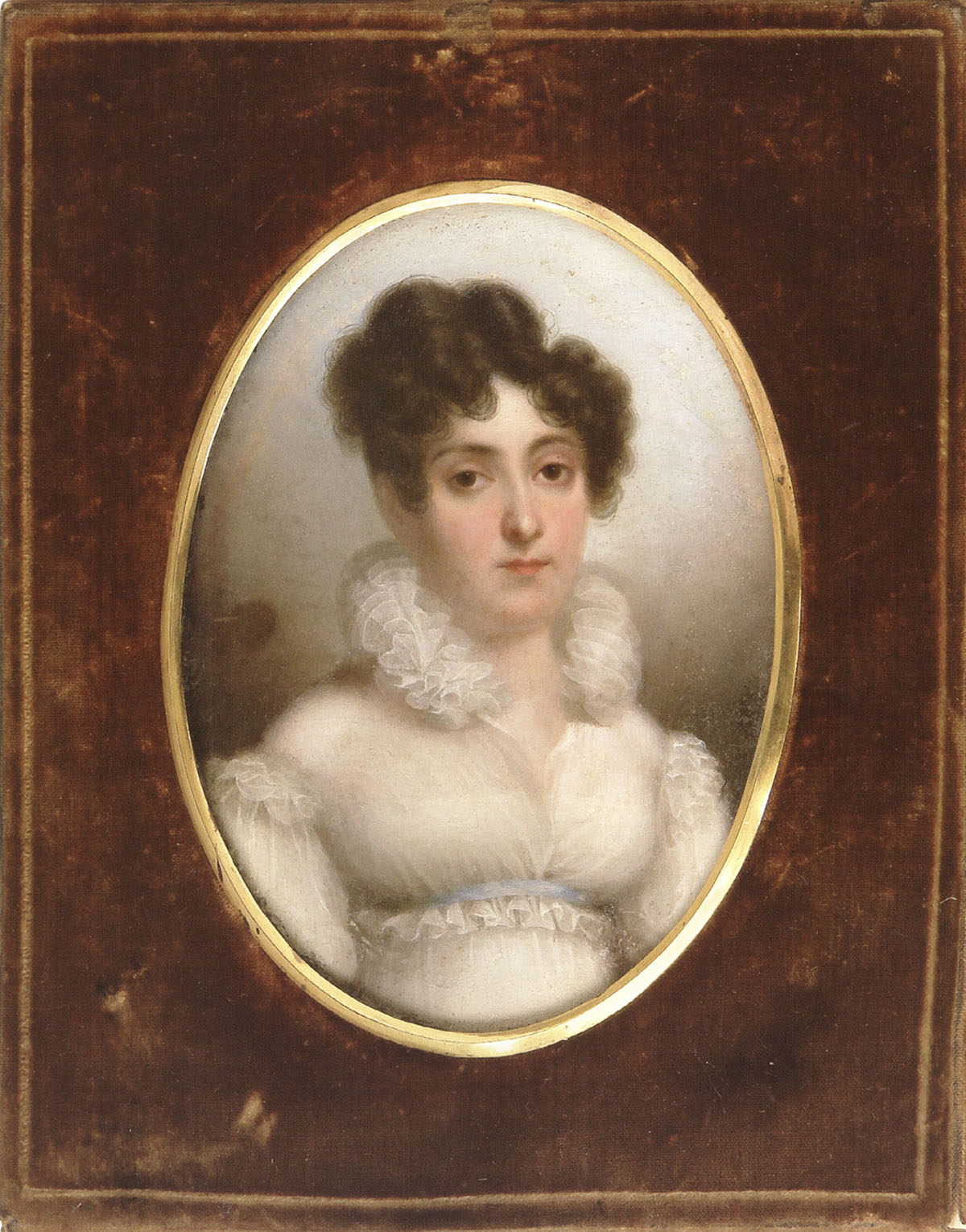
Екатерина Алексеевна, жена

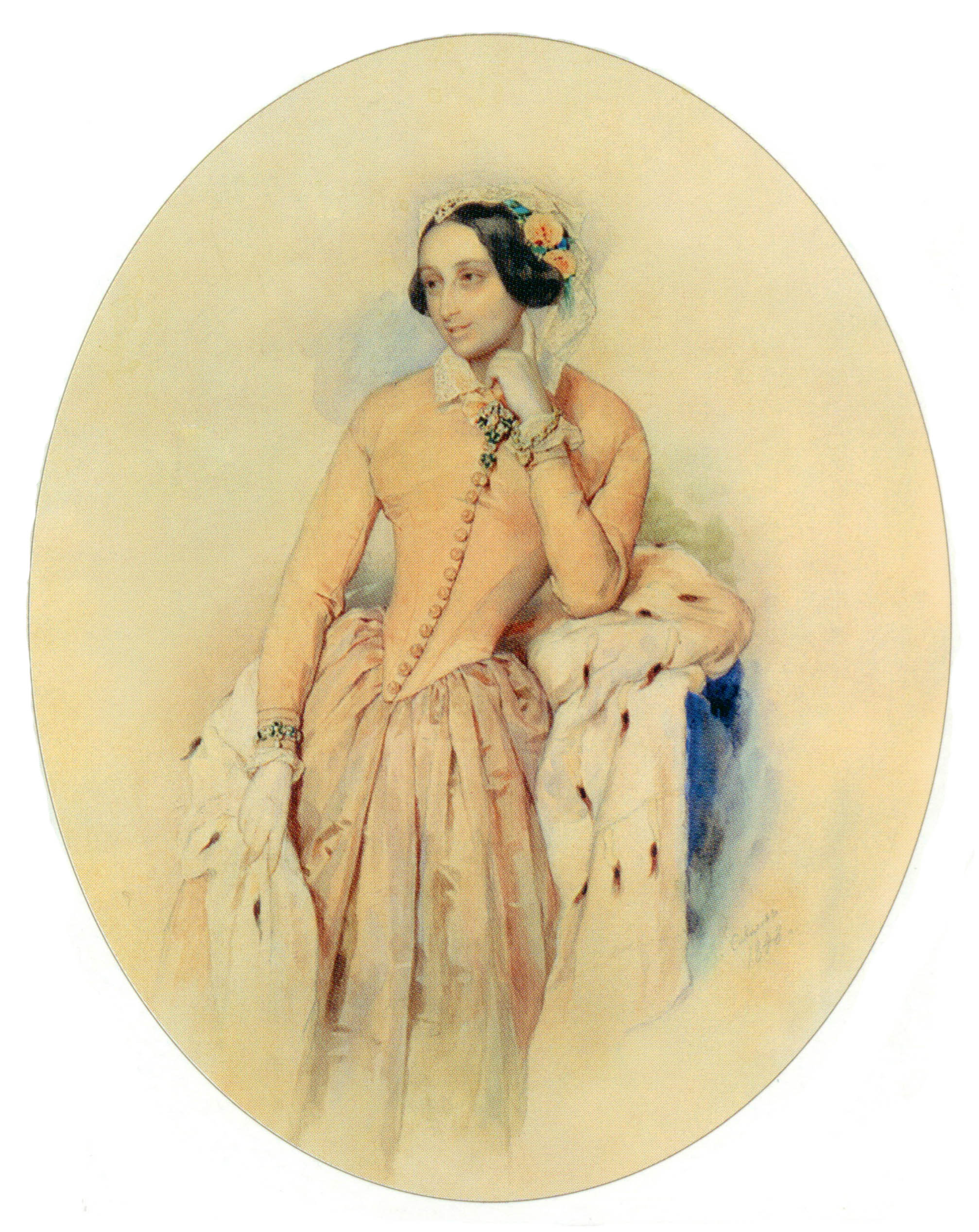
Софья Васильевна, дочь

Жена (с 13 февраля 1818 года) — графиня Екатерина Алексеевна Мусина-Пушкина (1786—1870), фрейлина двора, дочь графа А. И. Мусина-Пушкина и Е. А. Волконской. В приданое за ней Оболенский получил имение в Калужской губернии.
До замужества она страдала нервными припадками и трясением головы после того, как в июне 1806 года с отцом и старшей сестрой со всем экипажем провалилась с моста в реку и спаслась чудом, её с трудом нашли в воде. Стесняясь своей болезни, во время припадков скрывалась даже от прислуги. В течение семи лет лечилась в Петербурге у разных врачей, пробовала лечение электричеством, но смог вылечить её домашний доктор Карл Гроссман. В браке имели детей:
- Алексей (1819, Париж, — 1884), генерал от артиллерии, сенатор, губернатор. Женат с 1847 года на фрейлине Зое Сергеевне Сумароковой (1827—1897), дочери С. П. Сумарокова.
- Екатерина (19.08.1820[7]—1871), с 1840 года замужем за А. Л. Потаповым, шефом жандармов (1874—1876).
- София (24.01.1822[8]—1891), с 1843 года замужем за князем Борисом Васильевичем Мещерским (1818—1884), их сын Борис был тайным советником и камергером. По словам современника, княгиня Мещерская была «среднего роста, гибкая и стройная, с весьма тонкой талией. Цвет лица её был смуглый, с легким румянцем, её черные большие глаза, имели что-то особенное и подкупающее. Она страстно любила танцевать, имела много природного ума, находчивости и любила тонко пошутить и посмеяться над ближним с невинным юмором, придававшим много прелести её разговору.»[9]. Княгиня деятельно работала в благотворительных заведениях, в конце жизни увлекалась живописью, автор воспоминаний.
- Александр (1823—1865).
- Андрей (1824—1875[10]), женат на Александре Алексеевне Дьяковой (1831—1890), основательнице гимназии.
- Георгий (Юрий, Егор)[11]) (1826—1886), участник Севастопольской обороны, генерал-лейтенант, смоленский губернский предводитель дворянства (1882—1886).
- Наталья (1827—1892), с 1850 года замужем за А. Н. Карамзиным, сыном знаменитого историка Н. М. Карамзина.